# Мафа
Мафа (Мафахай) (англ. Mafa people) — этническая группа, проживающая в северной части Камеруна, Северной Нигерии, а также рассредоточенная по другим странам, таким как: Мали, Чад, Судан, Буркина-Фасо и Сьерра-Леоне.

## История
Мафахай, племя Мафа, мигрировало из Руа и Суледе (к западу от Дурума (собственно Мофу)) на северо-запад. Нынешнее племя Мафа образовалось в процессе миграции племени Булахай на запад вдоль южных границ нынешней территории Мафа, где они смешались с племенем Мафахай.

## Демография

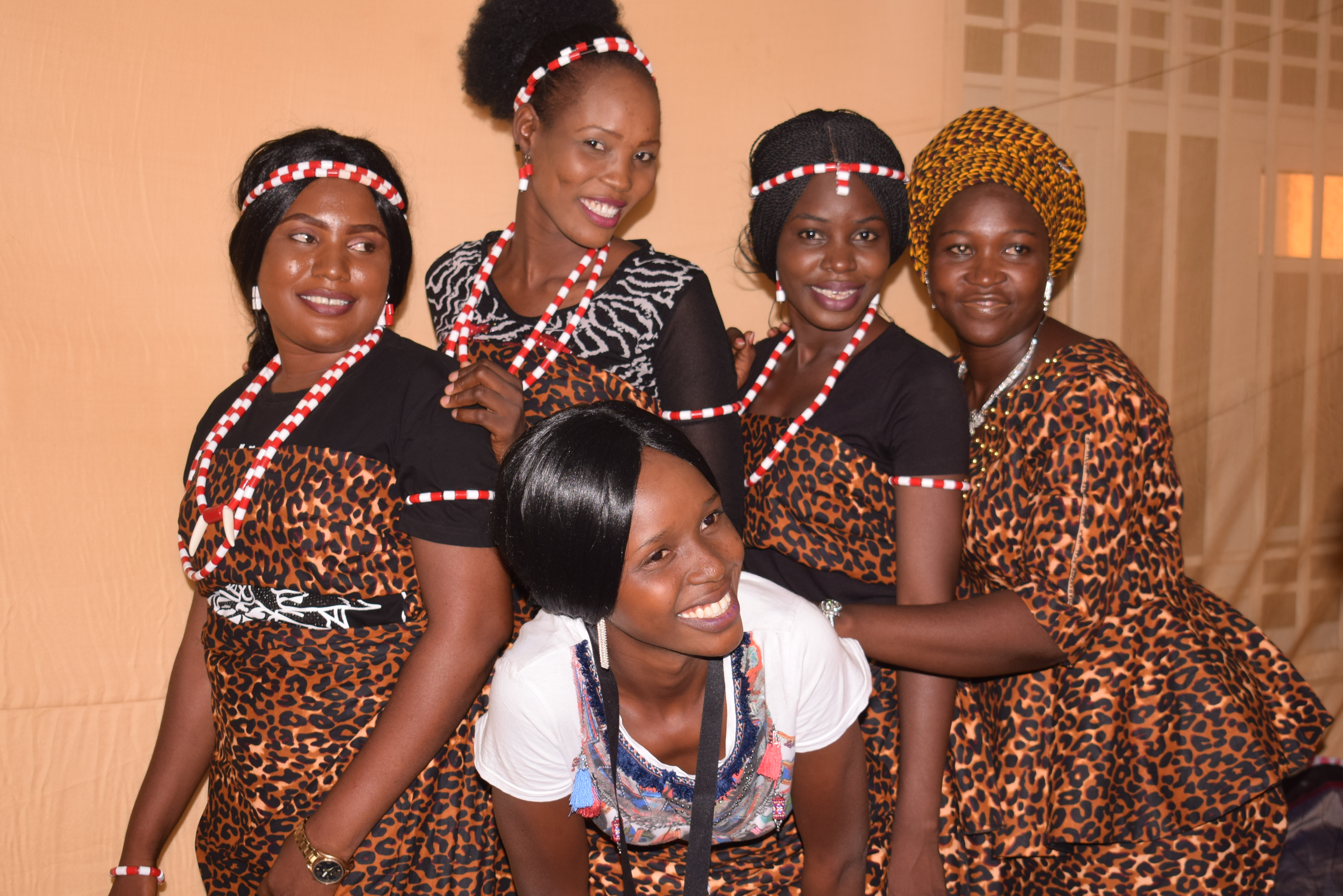
Женщины Мафа

Общая численность населения Мафа насчитывает от 82 100 до 150 000 человек. Источник 2010 года оценил общую численность населения этнической группы Мафа примерно в 300 000 человек. На самом деле Hallaire указывает, что плотность населения в этом районе намного выше, и составляет от 99 до 140 человек на квадратный километр.
Согласно исследованиям Дж. Лаверни, Мафа разделена на две племенные группы: «собственно Мафа» (называемая Маф-Мафа или «Мафахай») и «Булахай». Мафа проживают в центральной части Северного Мандараса, который представляет собой регион, образованный северной частью плато Моколо и горами северного Моколо. Территориально общество Мафа разделено на несколько округов: Москота; Коза; Габуа (район Коза); (округ Моколо). Ещё около 1 млн Мафа проживают В Кугуме (Север, Нигерия).
Мафа принадлежат к Чадской языковой группе. Они говорят на языке мафа с тремя разными диалектами: Мафа-запад, Мафа-центр и Мафа-восток. Вместе со многими другими языками африканских народов (такими как Вузлам (Ульдеме), Муян, Молоко и Угвор (Дугур)) они составляют часть подгруппы Мафа-юг.
Население состоит из: 68 % мусульман, 27 % христиан и 15 % исповедуют традиционную африканскую религию . Христианское население делится на католиков (60 %) и протестантов (30 %), других христиан (7 %) и независимых христиан (3 %).

## Сельское хозяйство
Традиционное сельское хозяйство Мафа зависит от широкого спектра методов управления почвой. Террасы, построенные специально для укрепления склонов, по словам автора, «достигли состояния исключительного совершенства». Также в спектр этно-инженерных процедур включены:
- капельное орошение[10]
- канализация
- дренажная система

Земледельцы в горах также применяют много методов управления плодородием почвы, таких как:
- севооборот и смешанное земледелие
- агролесоводство
- биомасса
- управление питательными веществами

Они также используют интенсивную систему животноводства для управления плодородием своей почвы. Домашний скот состоит из мелкого рогатого скота и ограниченного количества крупного рогатого скота. В сухой сезон, с декабря по май, скот допускается свободно выгуливать, поэтому он питается растительными остатками и листьями диких кустарников.
При наступлении сельскохозяйственного сезона, скот помещают в загон и кормят. Навоз, скапливающийся в конюшнях, собирают и консервируют, а затем разбрасывают по полям в конце засушливого сезона. Интенсивность и мастерство управления питательными веществами Мафа, связано с тем фактом, что они используют термитов для переваривания остатков урожая, после чего термиты скармливаются цыплятам.

## Добыча
Аллювиальные методы добычи использовались людьми Мафа для поиска железного песка и использования его для получения магнетитовой руды в Камеруне.

## Иисус Мафа
В 1970-х годах французский католический священник Франсуа Видиль сотрудничал с сообществом Мафа, чтобы создать серию произведений искусства, известную как Vie de Jesus Mafa (Жизнь Иисуса Мафа, или просто Иисус Мафа), которая изображает различные события в жизни Иисуса с использованием его изображения с чёрным цветом кожи, а не с белым. Эти изображения на самом деле были изображениями реальных, воссозданных людьми Мафа библейских сцен, и с тех пор стали популярными во всем мире, и, особенно среди афроамериканцев, как инкультурированная форма католической иконографии.
Вскоре работы были приобретены иосифлянами, религиозным обществом священников, служащих афроамериканцам. Коллекция остается в их семинарии в Вашингтоне, округ Колумбия, где их пастырский центр продолжает продавать гравюры.